# قائمة المسارح في يريفان
يريفان العاصمة ، المركز الثقافي لجمهورية أرمينيا هي موطن لعدد من المسارح المحترفة.
اعتبارا من عام 2016 ، يريفان هي موطن ل 21 مسرح:

## مسارح الدولة

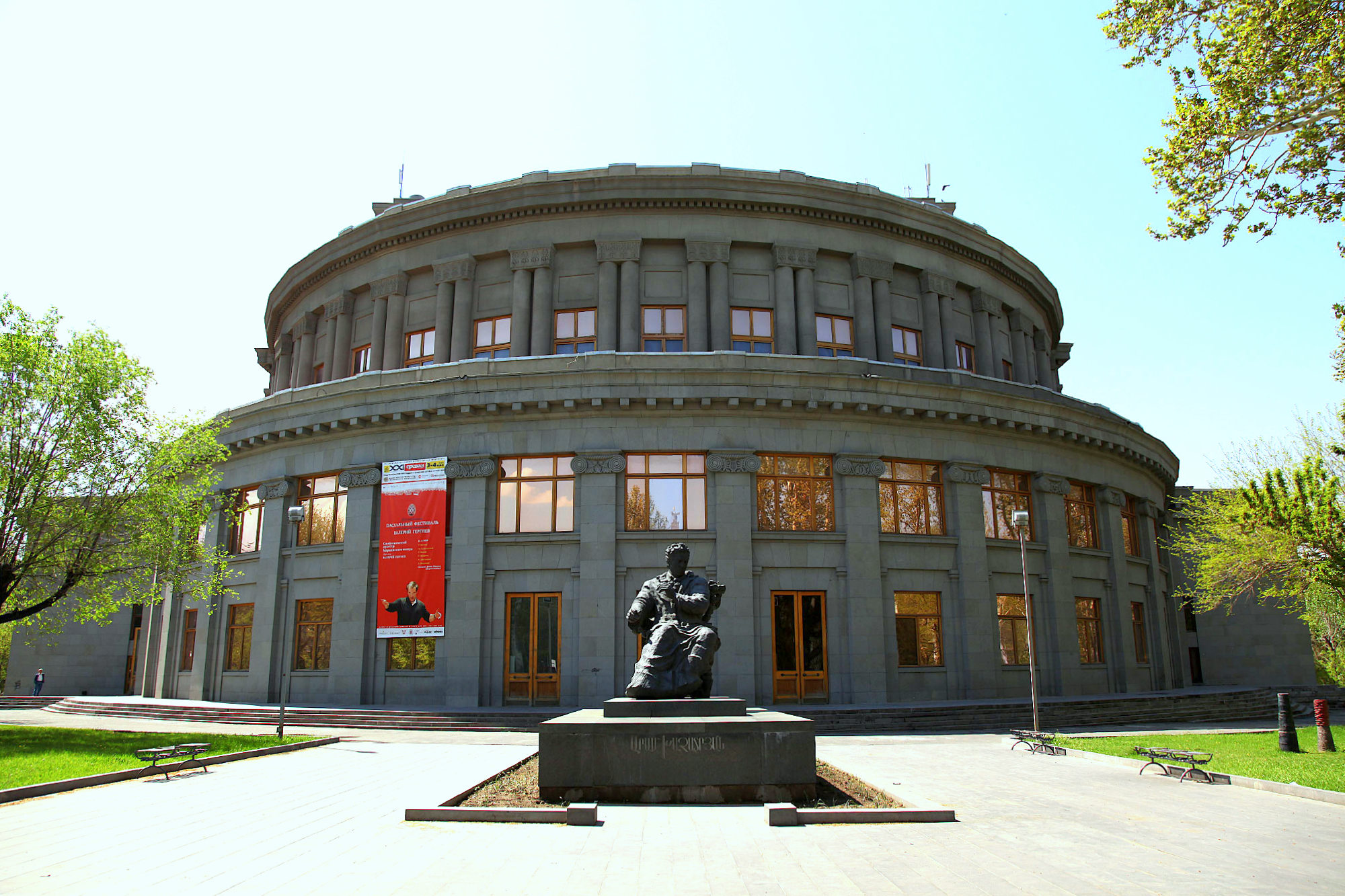
المسرح الوطني الأرمني للأوبرا والباليه

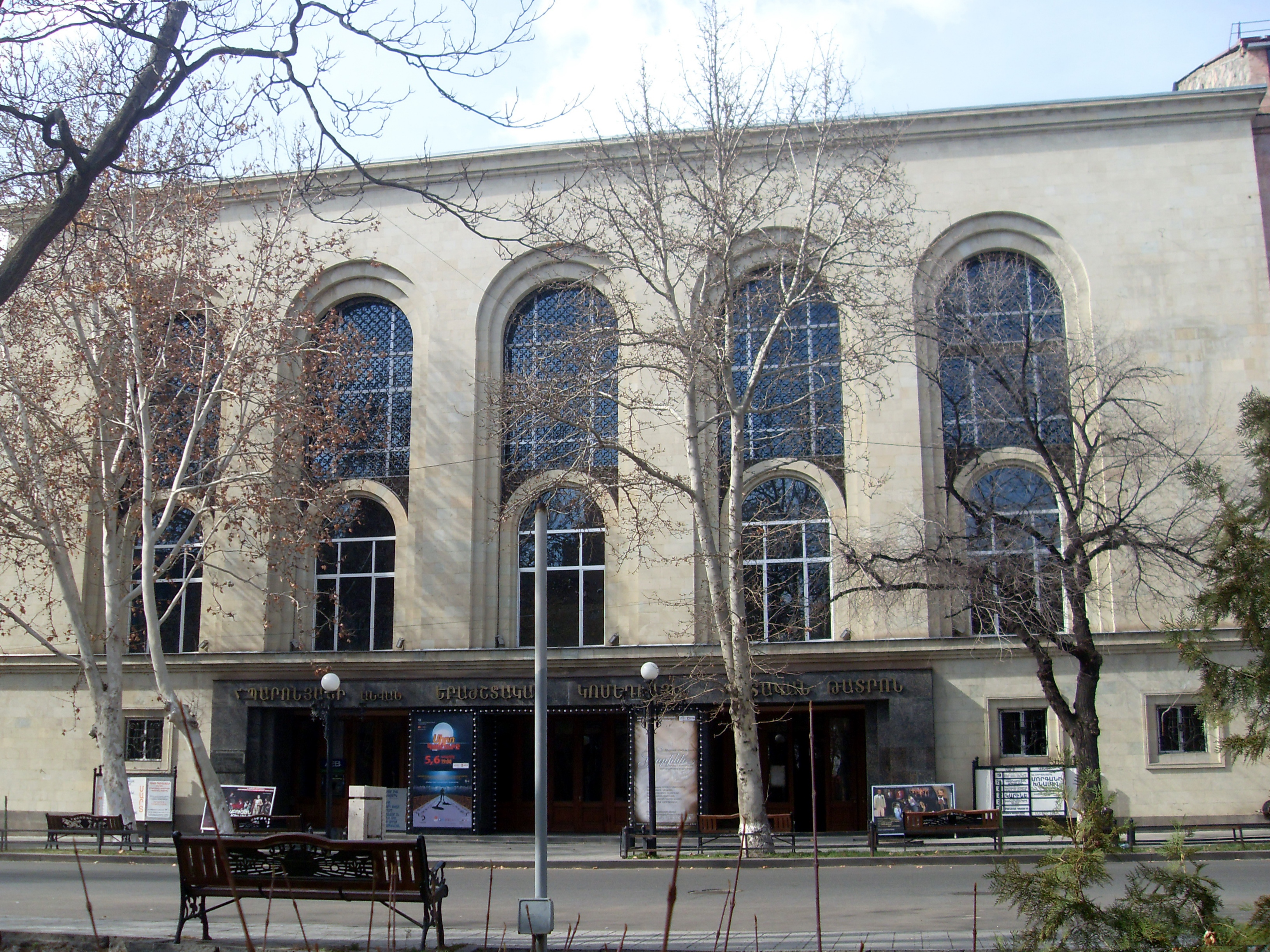
مسرح بارونيان الموسيقي الكوميدي

- جابريل سندوكيان مسرح الدولة الاكاديمي  [لغات أخرى]‏ (1922)
- مسرح يريفان للشباب المشاهد (1929)
- المسرح الأرميني الوطني الأكاديمي للأوبرا والباليه الذي يحمل اسم ألكسندر سبيندريان (1933)
- مسرح دولة يريفان سمي باسم هوفانيس تومانيان (1935)
- مسرح الدراما الروسية سميت قسطنطين ستانيسلافسكي (1937)
- مسرح هاكوب بارونيان الموسيقي الكوميدي  [لغات أخرى]‏ (1941)
- مسرح يريفان الحكومي للبانتومايم (1974)
- مسرح الشباب التجريبي في يريفان (1978)
- مسرح ممثل فيلم هينرك ماليان (1980)
- مسرح الغرفة الحكومية في يريفان (1982)
- مسرح صغير من المركز الوطني للجماليات (1986)
- مسرح الغرفة الموسيقية في يريفان (1987)
- مسرح يريفان الحكومي للدمى (1987)
- مسرح دولة هامازجاين سمي فيم بعد سوس سارجسيان (1991)
- مسرح المترو من المركز الوطني للجماليات (1992)
- مسرح الدولة للأغاني في أرمينيا(1994)

## المسارح المحلية

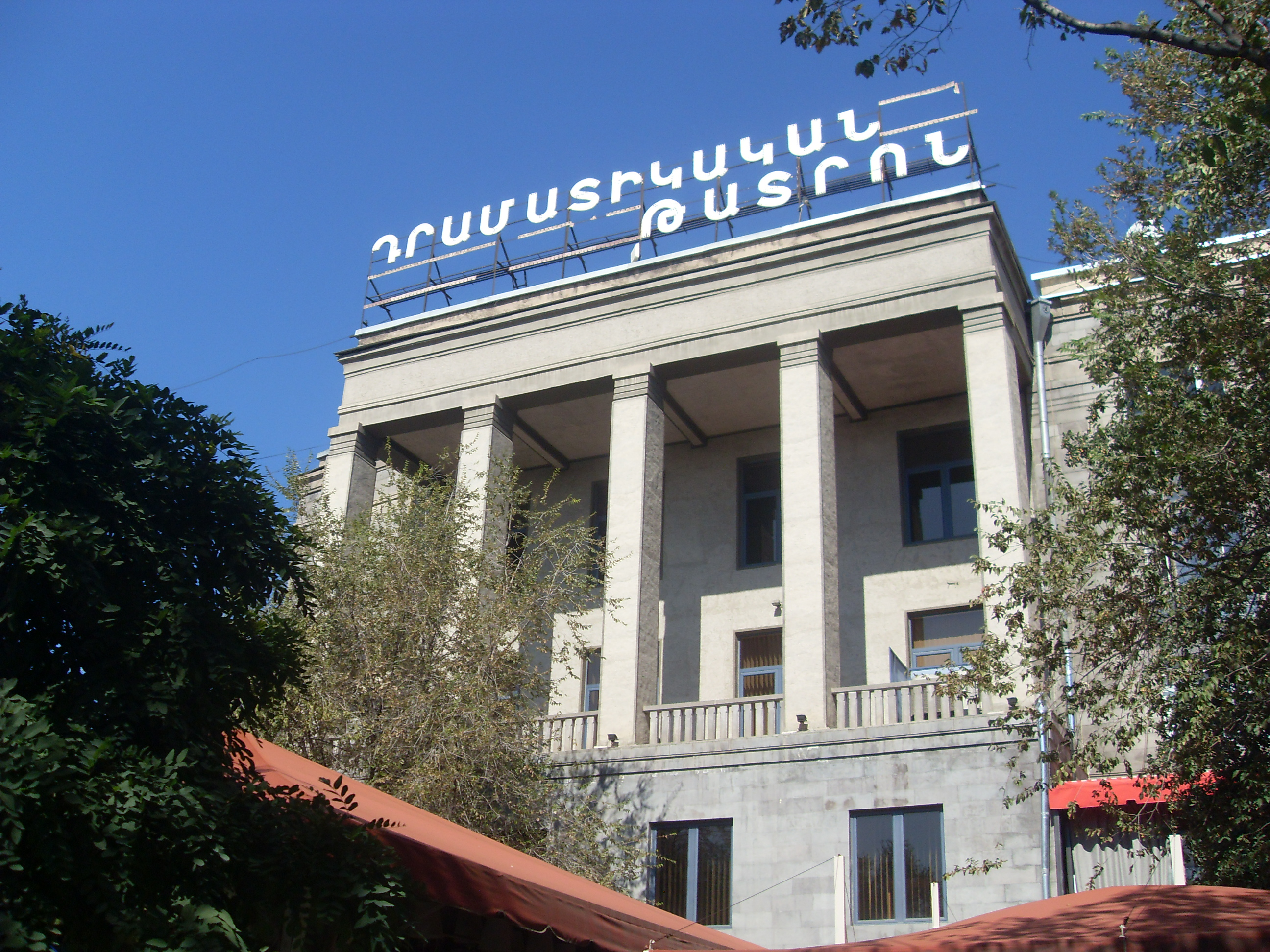
مسرح غابلانيان الدرامي

- مسرح هراشيا غابلانيان الدرامي (1967)
- مسرح مهر مكرتشيان الفني (1986)

## المسارح الخاصة
- مسرح - استديو اقوليس بوبيت (1988)
- مسرح المرح للمركز التجريبي الوطني للفنون المسرحية (1988)
- مسرح إدغار البقيان للدراما والكوميديا (1993)

## مسارح السينما
- نايري سينما (1920)
- سينما موسكو (1936)

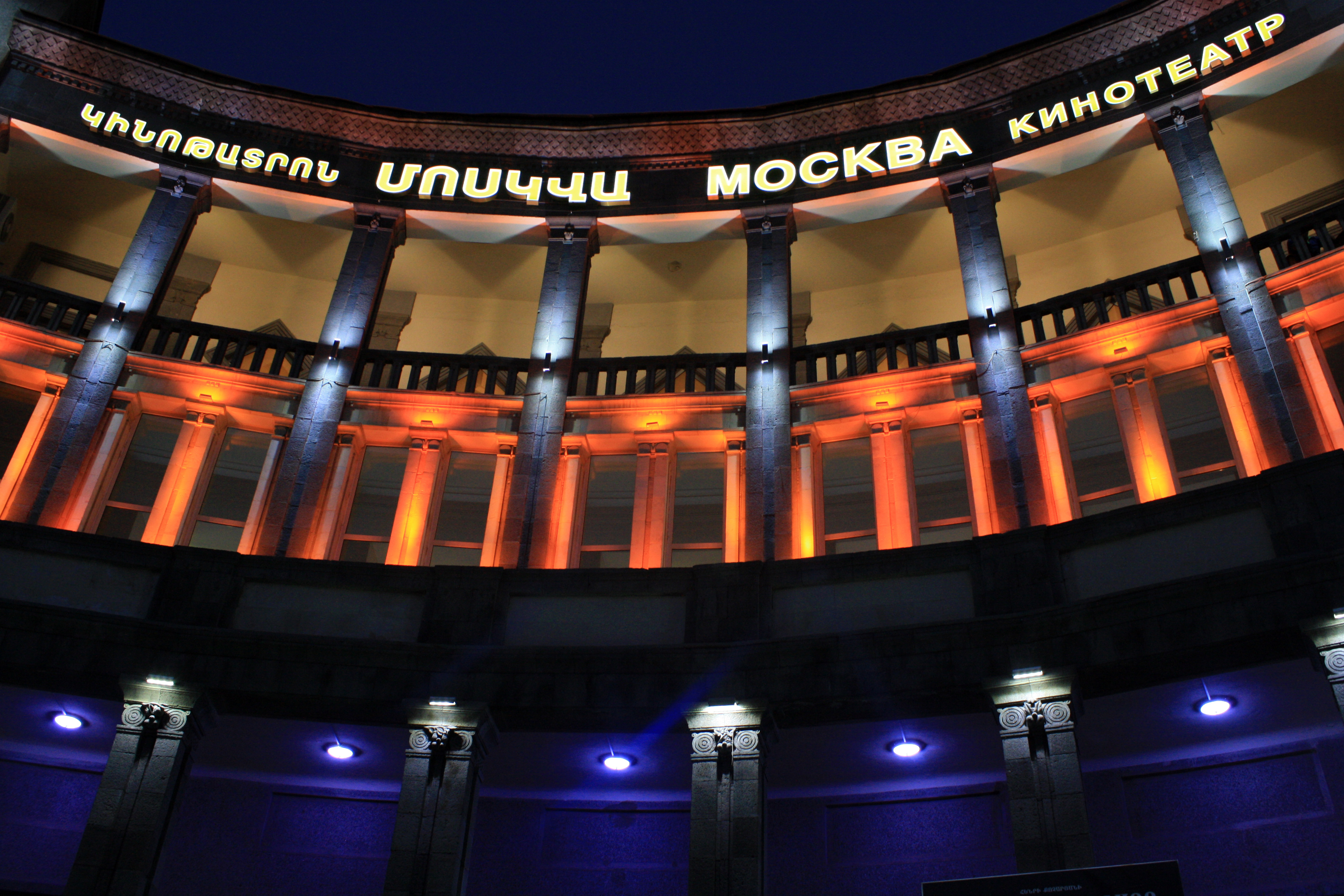
سينما موسكو

- سينما ستار (دلما جاردن مول) (2013)
- سينما هايستان (أعيد افتتاحها عام 2015)
- كينوبارك (مول يرفان) (2015)